# Isabelle Daccord
« Daccord » redirige ici. Pour l’article homophone, voir D'accord.
Isabelle Daccord, née à Zurich en 1966, est une journaliste, écrivain et photographe vaudoise.

## Biographie
Après avoir suivi des études de photographie à l'école d'arts appliqués de Vevey, elle devient photographe puis journaliste.
Dès 1998, elle se consacre essentiellement à l'écriture de pièces de théâtre.
Parmi ses pièces, citons notamment Le grabe créée par le Théâtre des Osses à Givisiez en 1995 dans une mise en scène de Gisèle Sallin, J'ai pas pleuré créée à Lausanne en 1997 dans une mise en scène de Martine Paschoud, Les rats, les roses, conte philosophique monté par Gisèle Sallin à Givisiez, en 2001, au Théâtre des Osses. 
Selon Eric Bulliard (La Gruyère, 3 février 2001), Isabelle Daccord « a su créer un univers qui n'appartient qu'à elle. Un monde de féerie rendu par la magie des couleurs et des lumières un mélange de fausse naïveté, de rêve, d'humour et de réflexion philosophique ».
Début 1998, Isabelle Daccord prend la décision de consacrer tout son temps à l'écriture. 

## Sources
- « Isabelle Daccord », sur la base de données des personnalités vaudoises sur la plateforme « Patrinum » de la Bibliothèque cantonale et universitaire de Lausanne.